# シカゴ・レコード＝ヘラルド
『シカゴ・レコード＝ヘラルド』(Chicago Record-Herald) は、1901年から1914年にかけてアメリカ合衆国イリノイ州シカゴで発行されていた新聞。同紙は、それ以前に発行されていた『シカゴ・モーニング・ヘラルド』(Chicago Morning Herald)、『シカゴ・タイムズ・ヘラルド』(Chicago Times Herald)、『シカゴ・レコード』(Chicago Record) などの系譜を引く後継紙であった。
『タイムズ・ヘラルド』紙の所有者であったH・H・コールサートは、1901年に、『シカゴ・デイリー・ニュース』(Chicago Daily News) の発行人であったヴィクター・ローソンから『シカゴ・レコード』を買い、これを『タイムズ・ヘラルド』と合併させ、『レコード＝ヘラルド』とした。この新しい新聞には、フランク・ブレット・ノイエスも出資者のひとりとして参加し、初期の一時には発行人にもなっており、コールサートは編集人となっていた。コールサートは、1902年にいったん『レコード＝ヘラルド』紙から離れたが、1910年にノイスから持分を買い戻し、編集・発行人となった。
1914年当時、『シカゴ・レコード＝ヘラルド』紙の発行部数は、平日発行分が 149,776部、日曜版が 209,105部とされていた。この時点で、『シカゴ・トリビューン』(Chicago Tribune) の総支配人だったジェームズ・キーリーが『レコード＝ヘラルド』紙を買収し、同時に管財人の管理下にあった『シカゴ・インター・オーシャン』(Chicago Inter Ocean) も買収した 。従来の各紙を統合して発刊されるキーリーの新しい新聞の名は、読者によって『シカゴ・ヘラルド』(Chicago Herald) となり、この名称はウィリアム・ランドルフ・ハーストの『シカゴ・エグザミナー』(Chicago Examiner) によって1918年に買収されるまで続いたが、買収によって紙名は『シカゴ・ヘラルド・アンド・エグザミナー』( Chicago Herald and Examiner) となった。